# Espérance sportive Troyes Aube Champagne
Maillots
Actualités
Dernière mise à jour : 8 août 2025.
L'Espérance sportive Troyes Aube Champagne, plus couramment abrégé en ESTAC, est un club de football français situé à Troyes dans l'Aube.
Fondé en 1986 sous le nom d'Association Troyes Aube Champagne (ATAC), le club fait suite aux difficultés financières du Troyes Aube Football ou TAF, lui même connu auparavant sous le nom Association sportive Troyes Sainte-Savine. L'ESTAC joue ses matchs à domicile au Stade de l'Aube.
Depuis le 3 septembre 2020, le club est détenu par le City Football Group à la suite de la vente du club par l'ancien propriétaire Daniel Masoni. Mattijs Manders est le directeur général depuis le 11 août 2023. Antoine Sibierski officie en tant que directeur sportif depuis juillet 2024.

## Histoire

### Le football professionnel à Troyes avant l'ESTAC
L'Union sportive troyenne (UST) est le premier club de football français basé à Troyes. Fondé en 1900, il fusionne, en 1931, avec l'AS Savinienne. Donnant un premier élan au football troyen, l'Association Sportive Troyes Sainte-Savine obtient son statut professionnel en 1935. L'entraîneur Rudolf Hanak se voit alors confier la tâche de constituer un groupe performant en s'appuyant sur quelques joueurs du club (Roessler et Cartery) et en recrutant, malgré des moyens limités, quelques professionnels déjà aguerris. Ainsi, lors de sa première sortie professionnelle le 18 août 1935, en présence du maire de Troyes, l'équipe, emmenée par Roessler, s'impose 3-1 devant les quelque 3 000 spectateurs du Stade de l'Aube.
Le club atteint la première division au cours de la saison 1954-1955, grâce à l'expérience de l'entraîneur Roger Courtois qui s'appuie sur quelques internationaux (Pierre Flamion et Marcel Artelesa, notamment). Les années 1950 représentent l'âge d'or de l'ASTS.
En 1956, l'ASTS parvient en finale de la Coupe de France, éliminant Nîmes en 8e de finale, la grande équipe des rivaux du Stade de Reims en 1/4 de finale ainsi que le FC Nancy en demi-finale. Malheureusement, l'équipe troyenne s'incline sur le score de trois buts à un, laissant la coupe aux rivaux de l'UA Sedan. Cette même saison, les équipes jeunes du club remportent, eux, la Coupe Gambardella. L'équipe professionnelle ne parvient pas à se maintenir au plus haut niveau, réapparaissant brièvement dans l'élite pour une "pige" lors de la saison 1960-1961. Connaissant de grosses difficultés financières, le club est dissout en 1967.
Après la dissolution de l'ASTS, les activités de football à Troyes sont reprises par le Troyes Omnisports, d'où sera fondé le Troyes Aube Football en 1970. Le TAF se relance en troisième division pour la saison 1970-1971. Le club réussit d'emblée à se hisser en 2e Division. Entrainés par Pierre Flamion, l'équipe rate de peu une seconde promotion, échouant à la seconde place de son groupe. En 1973, une première place dans le groupe B offre au club le privilège de retrouver la première division, bien qu'échouant en finale de championnat contre le RC Lens.
Les Troyens vont alors connaître leur plus longue période de longévité au sein de l'élite. Le club aubois finit successivement 17e, 16e, 17e et 15e avant d'être relégué en D2 en 1979, malgré la présence de joueurs tels que Gérard Tonnel, Guy Formici ou encore Ilija Petković. Pis, le club se retrouve en redressement judiciaire et connaît une seconde relégation. L'association est alors reprise par les Patronages Laïques de Troyes et évoluent au sein des divisions régionales. Les résultats sportifs ne seront pas au rendez-vous.
Angel Masoni, en litige avec le comité directeur, rachète le club troyen en 1986.

### Naissance de l’ATAC et relatif anonymat (1986-1996)
Pour sa première saison, l’Atac se retrouve engagé en Division d'Honneur de la Ligue de football de Champagne-Ardenne. Les Aubois remportent facilement le championnat et connaissent une seconde promotion immédiate à l'issue de la saison 1987-1988. Au terme de trois années passées en 4e division, Troyes est promu à l'échelon supérieur. Malgré de bons résultats, le club ne parvient pas à se hisser en 2e division.
En 1993, Angel Masoni désigne Alain Perrin comme entraîneur.
La saison 1995-1996 disputée en National 1 va marquer un petit tournant dans l'histoire du club. Malgré un début de saison, où les hommes d'Alain Perrin enchaînent les matchs nuls (cinq matchs nuls lors des cinq premières journées) puis une défaite à Sedan (3-2), ils vont ensuite effectuer un parcours remarquable. Cette saison sera également marquée par un changement de président. En effet en octobre, le président Angel Masoni (qui deviendra ensuite président d'honneur) passe la main à Daniel Vacelet, qui affirme les ambitions du club en donnant comme objectif une montée en Division 2 en fin de saison. Cette ambition sera confirmée sur le terrain. En effet, à la mi-saison le club troyen se classe troisième. Après une défaite frustrante en janvier à La Roche-sur-Yon VF (2-0), les Aubois vont enchaîner dix succès consécutifs. Ils foncent à grands pas vers la Division 2. Le 11 mai 1996, après un nul obtenu à l'extérieur face à l'ES Wasquehal, les hommes d'Alain Perrin seront sûrs d'être au pis 2e du championnat ; ils officialiseront donc leur montée à cette occasion. Malheureusement avec trois nuls et seulement une victoire lors des quatre dernières journées, ils se feront "chiper" le titre par le Stade Briochin, qui terminera un point devant l'ATAC. La recrue Sébastien Cuvier, meilleur buteur du championnat avec ses 23 buts, fut le grand artisan de la montée troyenne. Il quittera néanmoins le club à la fin de la saison.

### Retour dans le professionnalisme et montée en Division 1 (1996-1999)
Alain Perrin permet au club d’atteindre la 2e division lors de la saison 1996-1997. Ainsi, l'ATAC obtient le statut de club professionnel. L'effectif sera profondément remodelé pour espérer pouvoir rester à ce niveau. Les Troyens vont réaliser un début de saison "canon" ; ils seront même leader après treize journées. La suite sera plus compliquée ; en effet, les aubois cloront la phase "aller" en milieu de tableau. Le maintien semble alors à la portée des hommes d'Alain Perrin. Cependant, la seconde partie de saison sera pénible : les points se font rares et le club glisse dangereusement vers la zone rouge. Cette même saison, ils élimineront le champion de France en titre l'AJ Auxerre (1-0) en Coupe de France, avant d'être éliminés en quart de finale de cette même compétition par le Stade lavallois (1-0). Finalement, les Aubois termineront 20e sur 22 dans en championnat et donc en position de relégable. Néanmoins ils obtiendront un repêchage en Division 2 à la suite de la rétrogradation par la DNCG de Perpignan et à la non reconduction du statut professionnel du 21e et premier relégable Charleville. Ils apprendront cette bonne nouvelle en juillet, une fois les recours des équipes reléguées épuisés.
Pour ce Championnat de 2e division 1997-1998, l'ATAC vise à nouveau le maintien. Malgré une intersaison perturbée par l'incertitude, elle commence son recrutement et enrôle notamment le buteur serbe Sladjan Djukic. Le club troyen débutera fort en signant quatre succès lors des quatre premières journées. L'équipe enchaînera ensuite de nombreux matchs nuls. Bien positionnés tout au long du championnat, les hommes d'Alain Perrin seront même en mesure de jouer la 3e place, synonyme de montée lors des trois dernières journées. Avec une victoire et deux nuls, ils termineront cependant à la 5e place sur 22, à trois points seulement du 3e le FC Sochaux, qui accède à la Division 1. Sladjan Djukic sera la révélation de la saison avec ses 17 buts inscrits. Troyes a donc plus que réussi sa saison après son intersaison faite d'incertitude et s'installe définitivement dans le monde professionnel.
Les hommes d'Alain Perrin abordent ce Championnat de 2e division 1998-1999 avec plus d'ambition. En effet, après sa belle 5e place, l'ATAC vise une nouvelle place dans le haut de tableau dans ce championnat passé à 20 clubs au lieu de 22 à l'intersaison. Pour cela, le club va notamment recruter David Hamed, Frédéric Adam et faire revenir Richard Jézierski. L'ATAC débutera son championnat par trois victoires : à domicile (2-1) face à l'AS Cannes, à Beauvais (0-3) et une nouvelle fois à domicile face au Mans (2-1). Après la 11e journée, le club troyen comptera huit victoires, deux nuls et seulement une défaite. La claque reçue lors de la 12e journée à domicile face à l'AC Ajaccio (0-4) ne sera qu'un accident. L'ATAC grâce à son remarquable parcours bouclera sa première partie de saison à la deuxième place, à un point de l'AS Saint-Étienne. Avec sept points d'avance sur le 4e le Stade lavallois, le club est bien parti pour monter en Division 1. Cependant, à partir du mois de février, les résultats vont être d'un tout autre acabit. Troyes ne gagnera que quatre matchs entre la 23e et la 32e journée. Pis, après cette 32e journée, les hommes d'Alain Perrin ne vont décrocher que deux points en cinq matchs. Malgré sa confortable avance accumulée lors de la première partie de saison, le club se retrouve obligé de gagner son dernier match à Cannes pour conserver sa 3e place, synonyme de montée convoitée par le LOSC. Le club lillois a en effet profité des mauvais résultats du club aubois pour revenir sur ses talons. Dans un match tendu, les troyens gagneront à Cannes (0-2) et valideront leur accession aux dépens du LOSC grâce à une meilleure différence de buts. Le célèbre Raphaël Mezrahi, supporter du club aubois, sortira un film nommé "Objectif D1", dans lequel il retracera le parcours du club aubois de la première à la dernière journée avec des images exclusives.

### Les grandes heures du club (1999-2002) et son changement de nom

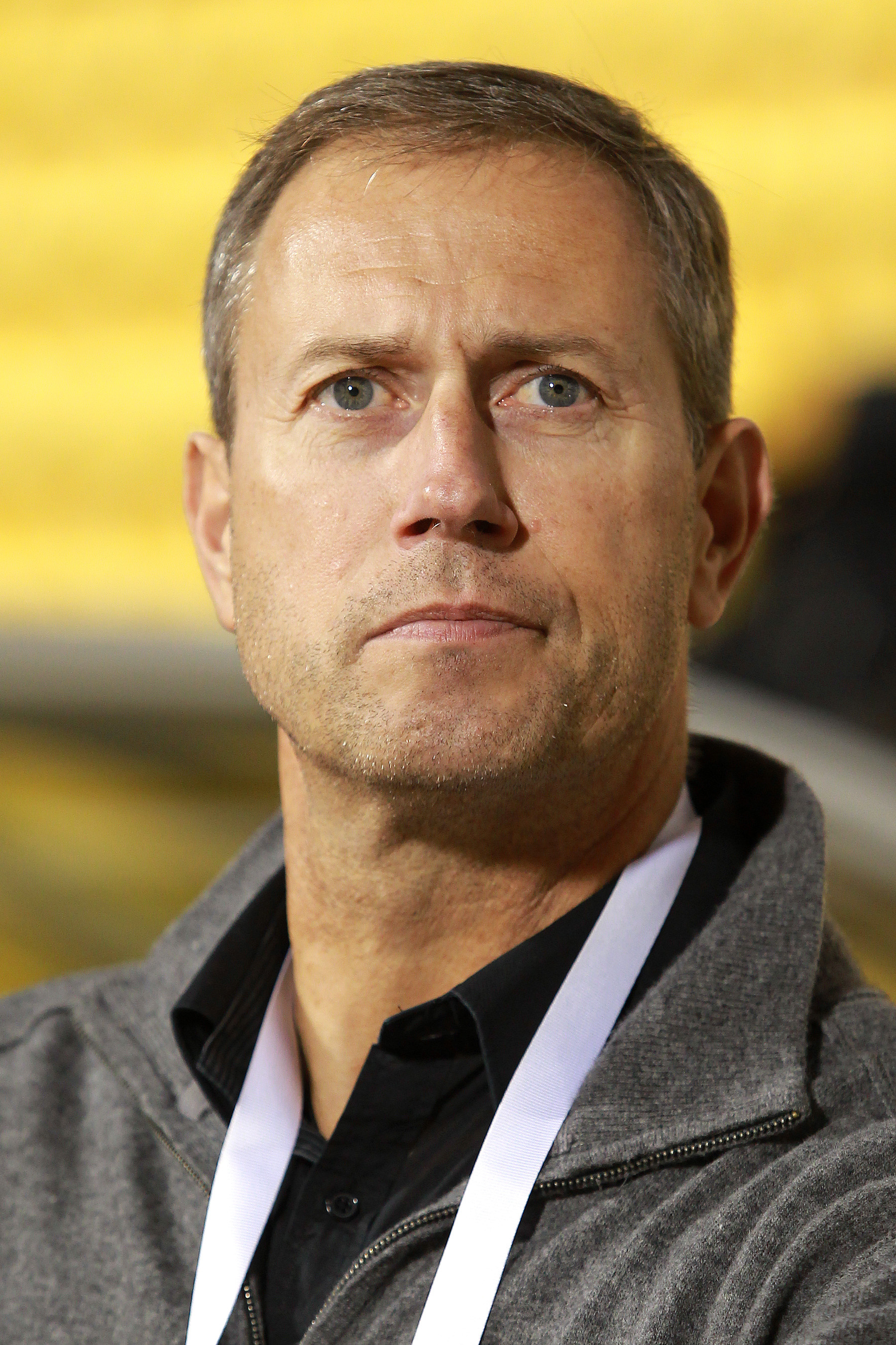
Alain Perrin (ici en 2011) a conduit son club de Troyes jusqu'en Coupe de l'UEFA.

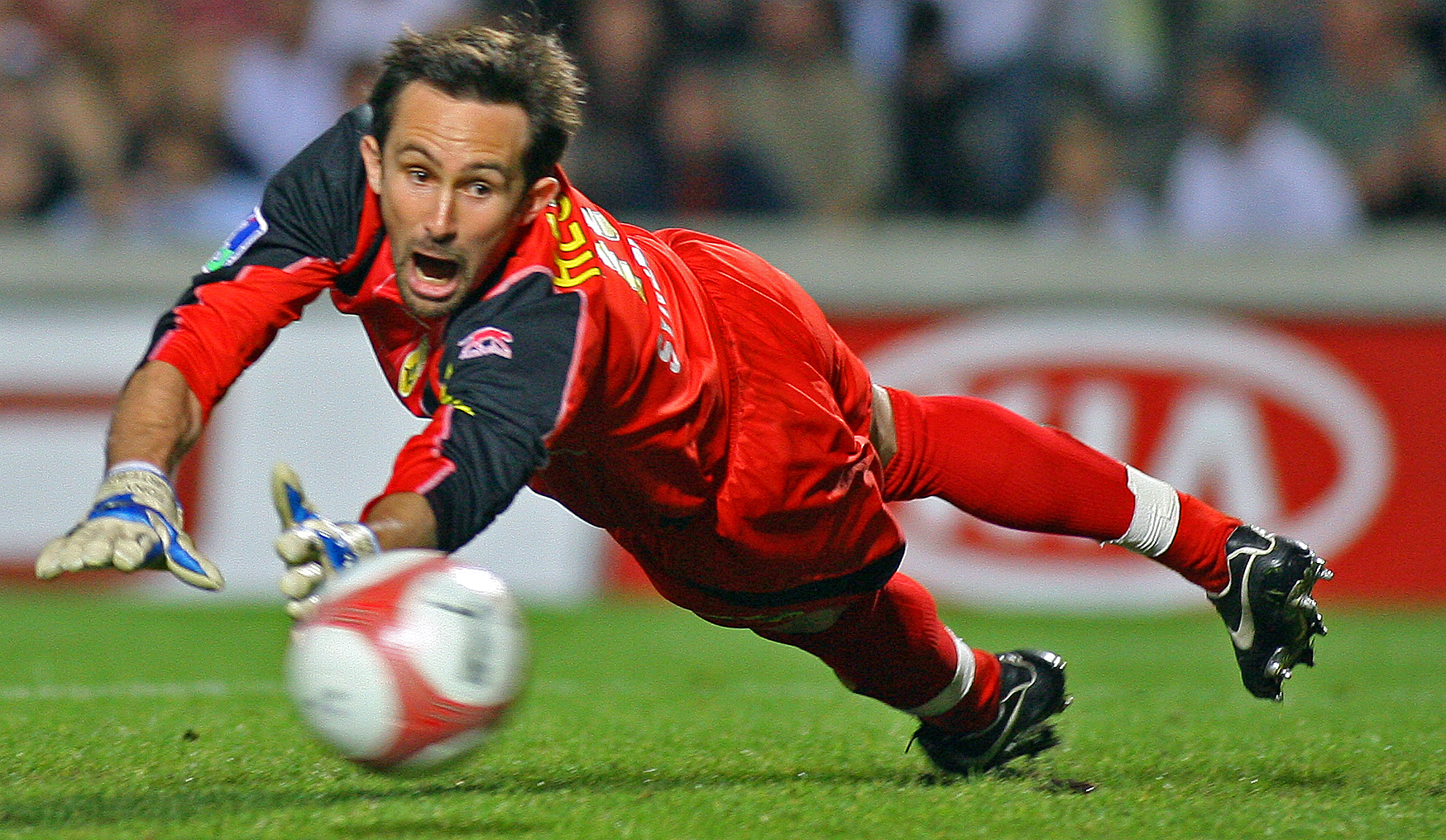
Tony Heurtebis (1999-2004) 183 matchs.

Après vingt-et-un an d'attente, Troyes possède à nouveau un club en Division 1 lors de la saison 1999-2000. Afin de se maintenir, Alain Perrin décide de garder des joueurs cadres qui ont contribué à faire grandir le club, comme le local Mohamed Bradja et l'attaquant serbe Sladjan Djukic. Parallèlement à cela, il opère des choix forts, notamment au niveau des départs, afin de pouvoir renforcer l'équipe. Le prometteur gardien Tony Heurtebis, les expérimentés Frédéric Arpinon et Samuel Boutal, ainsi que l'algérien Rafik Saïfi, seront notamment recrutés afin de donner de l'épaisseur à l'effectif troyen. Le calendrier ne sera pas favorable au promu car, lors des trois premières journées, Troyes aura à affronter le Paris Saint-Germain, l'Olympique Lyonnais et les Girondins de Bordeaux. Ces matchs se solderont tous par une défaite. L'équipe ouvrira son compteur lors de la 4e journée en battant à domicile le RC Strasbourg (2-1). Elle enchaînera même six matchs sans défaite entre la 15e et la 19e journée, dont une victoire à l'extérieur à Lyon (1-3). Après un début de seconde partie de championnat compliqué et une fin de saison riche en victoires (avec notamment une série de quatre victoires en cinq matchs), l’ATAC parviendra à se maintenir lors de la dernière journée en obtenant un match nul à domicile face au PSG (2-2) en terminant à la 14e place sur 18.

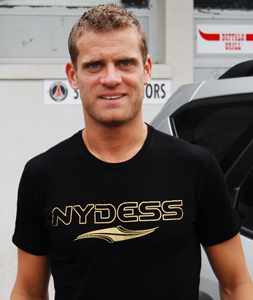
Jérôme Rothen (2000-2002) 68 matchs, 6 buts.

À l'intersaison, le club est contraint de changer de nom, en raison d'une plainte des supermarchés Atac. Il sera rebaptisé « Espérance Sportive Troyes Aube Champagne » (ESTAC) en 2000.
Pour la saison 2000-2001 de Division 1, l'ESTAC vise un nouveau maintien plus confortable. Pour cela, elle engage notamment Carl Tourenne, Fabio Celestini, Jérôme Rothen ou encore Nicolas Goussé et intègre le jeune sénégalais issu de la réserve Mamadou Niang au groupe professionnel. Après un début de saison intéressant, l'ESTAC reçoit le Paris Saint-Germain lors de la 6e journée. Ce match sera fou. Menés (1-2) à la mi-temps, les troyens vont finalement remporter ce match (5-3), grâce entre autres à un doublé du Serbe Sladjan Djukic et à un coup franc fabuleux de sa recrue Jérôme Rothen. Les Aubois enchaîneront par une victoire à Lille (1-2), avant d'être défaits à domicile par le RC Strasbourg (0-1), à la suite d'un match où les Troyens recevront deux cartons rouges en première mi-temps. Cette défaite ne sera qu'un accident car, ensuite, les joueurs d'Alain Perrin enchaîneront cinq matchs sans défaite (2 victoires, 3 nuls). Après un mois de novembre compliqué, les résultats seront au rendez-vous : le club restera invaincu pendant deux mois, toutes compétitions confondues. Cette belle saison en championnat sera suivie également d'un parcours remarquable en Coupe de France. Malheureusement le club sera éliminé à la surprise générale au Stade de la Licorne face à l'Amiens SC (National), à une marche de la finale au Stade de France (0-0 ; 4-2 tab). Malgré la déception, le club va arracher trois matchs nuls lors des trois dernières journées de championnat pour finalement terminer 7e de Division 1 et ainsi se qualifier pour la première Coupe d'Europe de son histoire.

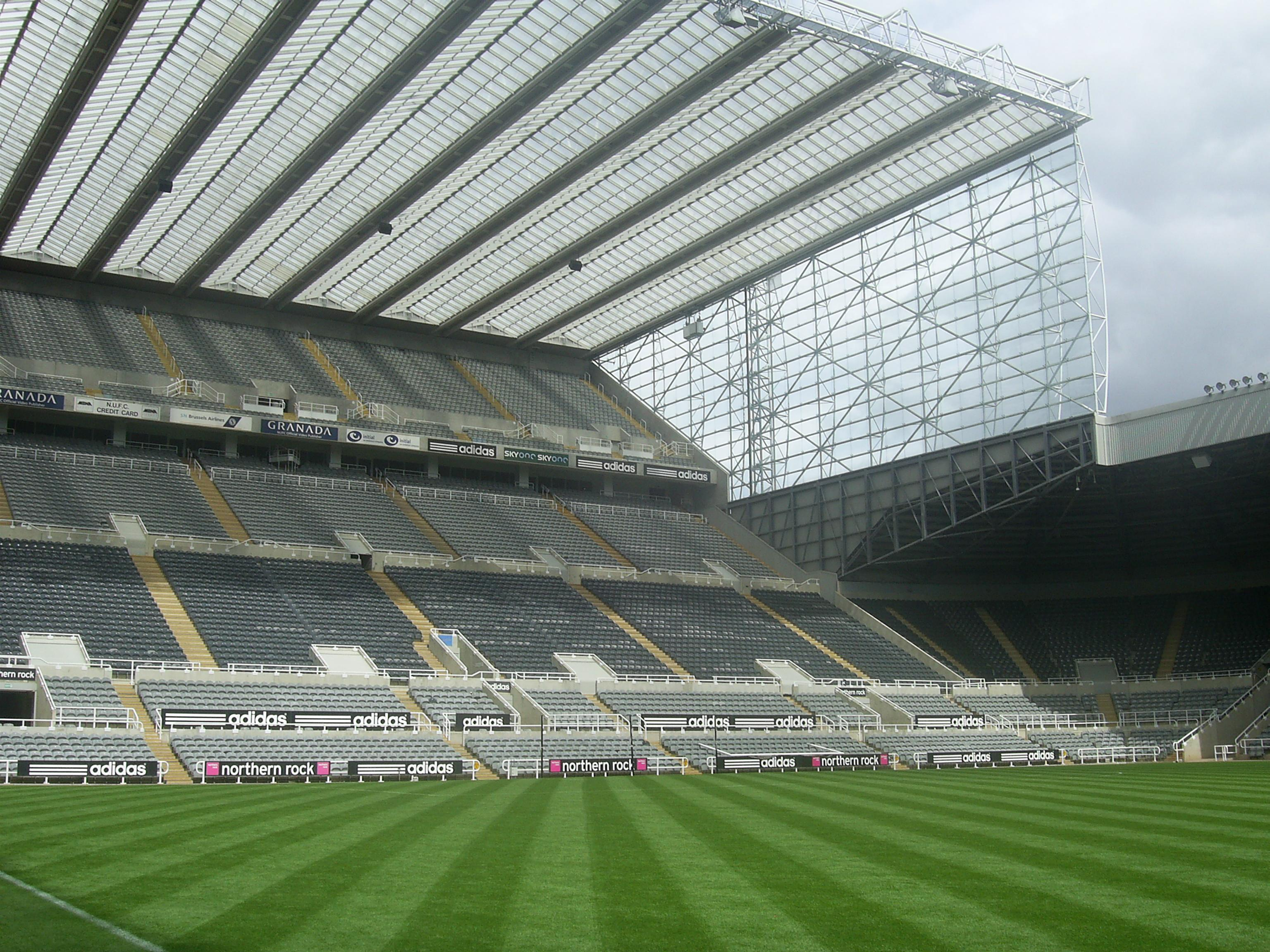
St James' Park (ici en 2007) théâtre d'un match fou entre Newcastle United et l'ESTAC (4-4) le 21 août 2001.

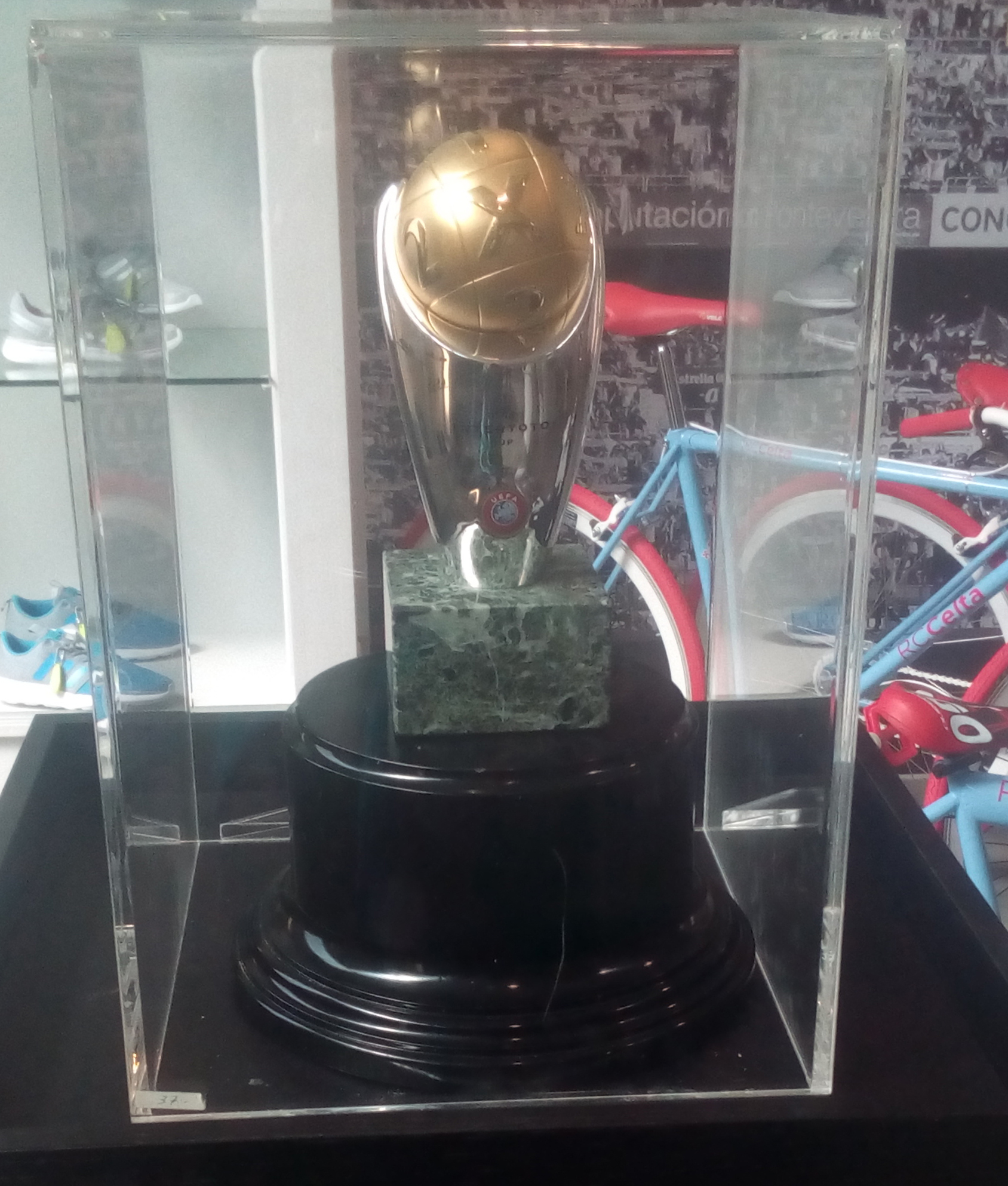
L'ES Troyes AC remporte la coupe Intertoto en 2001.

La saison 2001-2002 débute très tôt pour les Troyens, qui feront leurs débuts en Coupe Intertoto dès le 30 juin 2001. Dans cette compétition, ils élimineront successivement le Dinamo Tbilissi, l'AIK Solna et le grand club allemand de Wolfsbourg afin de se hisser en finale de la compétition contre le mythique club anglais de Newcastle United. Les Aubois obtiendront le nul (0-0) chez eux avant de vivre de fortes émotions dans le stade St James' Park. Dans l'arène anglaise où respire la ferveur, les Troyens mèneront (1-4) à la 71e minute de jeu après des buts de Medhi Leroy, Samuel Boutal et un doublé de Nicolas Goussé. Malgré leur large avantage, les Troyens seront bousculés. Poussé par leur fabuleux public, les Anglais parviendront à accrocher le nul (4-4) mais ce sont bien les Troyens qui se qualifieront grâce à la règle des buts inscrits à l'extérieur. Cette qualification permet au club aubois d'entrer dans la Coupe UEFA. Dans cette compétition, les Aubois vont se défaire facilement des Slovaques du MFK Ruzomberok (6-1, 1-0). Le tirage au sort va offrir aux Troyens une double confrontation contre Leeds United, récent demi-finaliste de la Ligue des champions et leader de Premier League à ce moment-là de la saison. La défaite (4-2) à l'Elland Road chez les Anglais, avec notamment un doublé de Patrice Loko, côté troyen, qui a tout juste rejoint le club laisse entrevoir encore de l'espoir. La confrontation retour donnera lieu à un match qui restera dans la mémoire du club. Il est sans doute le match le plus marquant de l'histoire du club. En effet, les Troyens passeront tout près d'un exploit retentissant. Au match retour, au Stade de l'Aube, les hommes d'Alain Perrin ouvriront rapidement le score grâce à un tir lointain de Gharib Amzine à la suite d'un corner joué en retrait. Malheureusement, Mark Viduka égalisa rapidement pour le club anglais. Cette égalisation ne va pas ternir le moral des Troyens, qui vont reprendre l'avantage sur un coup franc de David Hamed. En seconde mi-temps, Jérôme Rothen fut l'auteur du troisième but troyen à la 58e minute de jeu. À ce moment du match, c'est bien l'ESTAC qui est qualifiée. Malheureusement, Robbie Keane marqua pour Leeds United et qualifiera son équipe à la 78e minute de jeu. L'aventure en Coupe de l'UEFA représente une des plus belles histoires du football professionnel à Troyes. Cette élimination n'empêchera pas les Troyens, trois jours plus tard, de battre une nouvelle fois le Paris Saint-Germain (1-0) au Stade de l'Aube. Le mercato hivernal fut marqué de nombreux mouvements. Nous noterons notamment par deux départs importants : celui de Jérôme Rothen, transféré à l'AS Monaco, et celui du légendaire Sladjan Djukic, moins utilisé cette saison, qui sera prêté au Nîmes Olympique. Dans l'autre sens, le club enregistre l'arrivée du prometteur meneur de jeu Benjamin Nivet et d'autres joueurs qui n'arriveront pas à s'imposer. Malgré un parcours compliqué à l'extérieur en cette seconde partie de saison, les Troyens parviendront une nouvelle fois à terminer 7e du championnat. Cette saison historique marquera un virage dans l'histoire du club car, à l'issue de cette saison, l'entraîneur Alain Perrin mis en lumière par ses performances récentes réalisées avec Troyes va décider de quitter le club.

### Fin de l'épopée européenne (2002-2004)
À la suite du départ de son emblématique entraîneur Alain Perrin, qui choisira finalement l'Olympique de Marseille, Jacky Bonnevay, jeune entraîneur de l'AS Beauvais est recruté. Il aura la lourde tâche de remplacer celui qui a mené le club du niveau amateur à la Coupe de l'UEFA. Lors de cette saison 2002-2003, Troyes commence sa saison par une nouvelle aventure européenne en Coupe Intertoto. Après avoir sorti Coleraine et le NAC Breda, l'ESTAC est à deux doigts d'offrir de nouveaux exploits européens à ses supporters. Disposant de Villarreal en demi-finale de la Coupe Intertoto, le club s'apprête à défier Malaga CF en finale de cette même compétition. Cette confrontation n'aura pas lieu car le club aubois est exclu de la Coupe Intertoto par l'UEFA sur tapis vert (David Vairelles, la nouvelle recrue, non qualifiée pour la compétition, entrera en jeu contre Villarreal). Cette grossière erreur va être le début d'une saison cauchemar pour le club aubois. Orphelin d'Alain Perrin, Troyes va clore la phase "aller" de son championnat en position de relégable. Jacky Bonnevay est alors remplacé par Faruk Hadžibegić, après un court intérim réalisé par Serge Romano. Le nouveau technicien troyen ne pourra éviter à son club de sombrer dans les profondeurs du classement. Au terme de la saison et après quatre années passées dans l'élite, le club redescend en Ligue 2. Année noire pour les Troyens qui terminent 20e et bons derniers.
Le retour en Ligue 2 pour la saison 2003-2004 sera dur à digérer pour les Troyens, qui avec un effectif modifié à la suite de la descente finiront en milieu de tableau avec un bilan équilibré (13 victoires, 13 nuls et 12 défaites), toujours avec Faruk Hadžibegić.

### L'ère Gomez (2004-2009)
À la suite de problèmes financiers, la DNCG demande une rétrogradation de l'ESTAC en National (3e division) à l'été 2004. Le club est finalement sauvé et reste en Ligue 2 in extremis grâce à la démission de Daniel Vacelet. Thierry Gomez, jeune chef d'entreprise, prend alors les commandes du club. Le poste d’entraîneur du club troyen est confié à Jean-Marc Furlan, un jeune entraîneur s'étant fait remarquer en Coupe de France avec son équipe de l'AS Libourne. Après les difficultés financières rencontrées par le club, le groupe troyen, soudé, va vivre une belle aventure humaine. Le début du club en Ligue 2 pour la saison 2004-2005 vont être compliqués, malgré une victoire face au Montpellier HSC spectaculaire sur le score de 3-4 au Stade de la Mosson lors de la 1re journée. Cependant à partir de la mi-septembre les hommes de Jean-Marc Furlan seront inénarrables. Menés notamment par le défenseur natif de Troyes Damien Perquis, le jeune attaquant prêté par l'AS Monaco Sébastien Grax et leur meneur de jeu Benjamin Nivet, ils monteront en puissance au fil de la saison. Ils feront notamment un spectaculaire match nul (5-5) à domicile le 17 décembre 2004 face à la Berrichonne de Châteauroux. Le jeune attaquant Bafétimbi Gomis rejoindra en prêt de l'AS Saint-Étienne le club aubois en janvier. Après un parcours remarquable, l'ESTAC validera sa remontée en Ligue 1 grâce à une victoire (2-1) à domicile face au voisin du CS Sedan lors de la 36e journée. Ils vont finalement terminer à la 3e place du championnat. Cette saison fut également marquée par les débuts en tant que professionnel de Blaise Matuidi le prometteur milieu de terrain formé au club.
Après sa montée inattendue, Troyes va modifier son effectif de façon assez importante afin d'essayer de se maintenir en Ligue 1. Malgré un début de saison intéressant, le club va ensuite batailler pour sauver sa peau. L'ESTAC aura un trou d'air après sa victoire le 11 janvier 2006 face au LOSC (1-0) grâce à un but de Blaise Matuidi (son premier en tant que professionnel). Elle devra attendre le 8 avril 2006 et une victoire à Metz (2-4) pour renouer avec le succès après s'être rapproché dangereusement de la zone rouge. L'ESTAC va terminer la saison à la 17e place de Ligue 1. Elle obtiendra officiellement son maintien lors de la réception de l'AC Ajaccio le 15 avril 2006 pour le compte de la 35e journée devant 19 825 spectateurs.
Fort de son maintien obtenu la saison précédente, le club commence la saison 2006-2007 de Ligue 1 avec confiance. Il devra néanmoins attendre la 6e journée pour obtenir son premier succès (2-0) à domicile face à l'OGC Nice. Le début de championnat est compliqué ; néanmoins l'ESTAC finira ses matchs aller en restant invaincu entre la 15e et la 19e journée, tenant notamment en échec l'Olympique de Marseille (1-1) et le Paris SG (1-1) à domicile. Faite de hauts et de bas, la saison du club troyen va s'achever par une descente en Ligue 2 à la suite d'une défaite (2-1) au Parc des Princes lors de la 37e journée face au Paris SG. Le club troyen échouera finalement à la 18e place.
En 2007-2008, le club évolue à nouveau en Ligue 2 après deux saisons dans l'élite. Le contrat de l'entraîneur Jean-Marc Furlan n'est pas renouvelé, Denis Troch le remplace pour viser une remontée dans l'élite. Lors de cette saison, le club effectue un début de saison tonitruant. Au soir de la 28e journée de championnat, le club se classe à la 3e place du classement avec onze point d'avance sur le 4e le SC Bastia. Le club est à deux doigts de retrouver la Ligue 1 et d'atteindre son objectif. Malheureusement, le rêve sera brisé par une fin de championnat catastrophique. Inexplicablement, le club troyen ne prendra que quatre points lors des onze dernières journées (4 nuls, 7 défaites) et ratera une remontée immédiate en Ligue 1. Denis Troch est alors limogé à la fin de la saison à la suite de cet échec cuisant et est remplacé par Ludovic Batelli.
La saison 2008-2009 sera compliquée pour l'ESTAC et son nouvel entraîneur Ludovic Batelli. Pour repartir du bon pied, le club frappe fort sur le marché des transferts. Il recrute notamment deux attaquants convoités venus de l'Amiens SC comme Ludovic Batelli : Fabrice Fiorèse et Titi Buengo. Malgré un effectif taillé pour jouer les premiers rôles, le club va stagner dans le ventre mou du championnat avant de sombrer à partir de janvier. En effet, les mauvais résultats s’enchaînent et le club ne parvient pas à inverser la tendance. Troyes qui visait la montée glisse au classement et se retrouve dans une position délicate. À la suite de la défaite (1-2) face à Montpellier HSC le 24 avril 2009, le Président Thierry Gomez décide de créer un électrochoc en confiant la gestion des cinq derniers matchs à Claude Robin, directeur du centre de formation du club troyen, pour essayer de sauver le club d'une relégation. Malgré cinq points pris sur les cinq derniers matchs par son entraîneur intérimaire, le club termine l'année à la 19e place et est relégué en National.

### L'ère Masoni fils (2009-2020)
Daniel Masoni, fils d'Angel Masoni, succède à Thierry Gomez à la tête du club à l'été 2009. Le nouveau président en reprenant le club évite ainsi à celui-ci un dépôt de bilan qui aurait pu le mener à une disparition[réf. nécessaire]. Pour la saison 2009-2010, il ambitionne une remontée immédiate du club en Ligue 2 et fait confiance à Patrick Remy. De nombreux joueurs importants comme Éric Marester, Gaël Sanz, Eloge Enza-Yamissi, Mounir Obbadi ou encore Julien Faussurier vont rester afin d'aider le club à remonter. Grâce à sa victoire face à Cassis-Carnoux lors de la 37e journée (2-0), le club officialise sa remontée en Ligue 2. Il se classera 3e avec 71 points derrière l'Évian TG et le Stade de Reims. Cependant, malgré l'objectif de remontée atteint, Patrick Remy est remercié par le président Masoni.
Ce dernier rappelle Jean-Marc Furlan, l'entraîneur qui avait déjà été en poste à l'ESTAC de 2004 à 2007. La saison 2010-2011 va permettre à Jean-Marc Furlan de mettre en place son projet de jeu. Le club effectue une bonne première partie de saison dans ce championnat de Ligue 2 très serré en se classant en milieu de tableau. Le promu troyen se fera quelques frayeurs en seconde partie de saison mais il parviendra néanmoins à se maintient en terminant 16e de Ligue 2 après une victoire (3-2) à domicile lors de la 37e journée face au Stade lavallois. La saison suivante, Troyes bouclera sa première partie de saison en milieu de tableau avec 26 points. Mais sous l'impulsion de ses attaquants Marcos dos Santos et Raphaël Caceres ainsi que celle de son jeune latéral formé au club Djibril Sidibé, l'ESTAC retrouve la première division après une victoire (0-2) décrochée lors de la 37e journée à et face à Monaco. La dernière rencontre au Stade de l'Aube face à Amiens permettra au club de battre son record d'affluence avec 20 346 spectateurs. Le club bouclera sa saison à la 3e place.
Benjamin Nivet revient au club lors de la saison 2012-2013, après un passage au SM Caen  Malgré tout, le retour en Ligue 1 est compliqué pour l'ESTAC. Les Troyens parvient à décrocher sa première victoire lors de la 9e journée de championnat contre l'Olympique de Marseille. Les résultats suivants ne suivent pas et le club termine la première partie de saison avec 13 points seulement, à six longueurs du premier non relégable l'Évian TG. Bien que L'ESTAC enchaîne les bons résultats lors de la seconde partie de saison, la défaite lors de la dernière journée contre Valenciennes à l'extérieur (2-1) condamne l'équipe à la Ligue 2. En revanche, le club a brilla en Coupe de France en jusqu'aux les demi-finales et une élimination contre les Girondins de Bordeaux, à domicile, sur le score de 1-2). Révélation de la saison, l'attaquant Corentin Jean, alors âgé de 17 ans, devient à l'occasion du derby champenois contre le Stade de Reims, le plus jeune joueur à inscrire un doublé dans les cinq plus grands championnats.

La saison 2013-2014 sera sans saveur. Jamais en mesure de jouer le haut de tableau (sauf après quelques bons résultats à l'automne) l'inconstance des prestations n'offriront aux supporters troyens rien de plus qu'une place dans le ventre mou de Ligue 2. Mais, l'ESTAC se distinguera grâce à un nouveau joli parcours en Coupe de la Ligue. Les Troyens parviendront à atteindre les demi-finales mais le tirage leur sera peu favorable car ils auront à se déplacer au stade de Gerland afin de défier l'Olympique lyonnais. L'Olympique lyonnais éliminera les troyens (2-1 et malgré une belle prestation). Ils termineront ensuite le championnat en roue libre, toujours avec une inconstance dans les résultats.

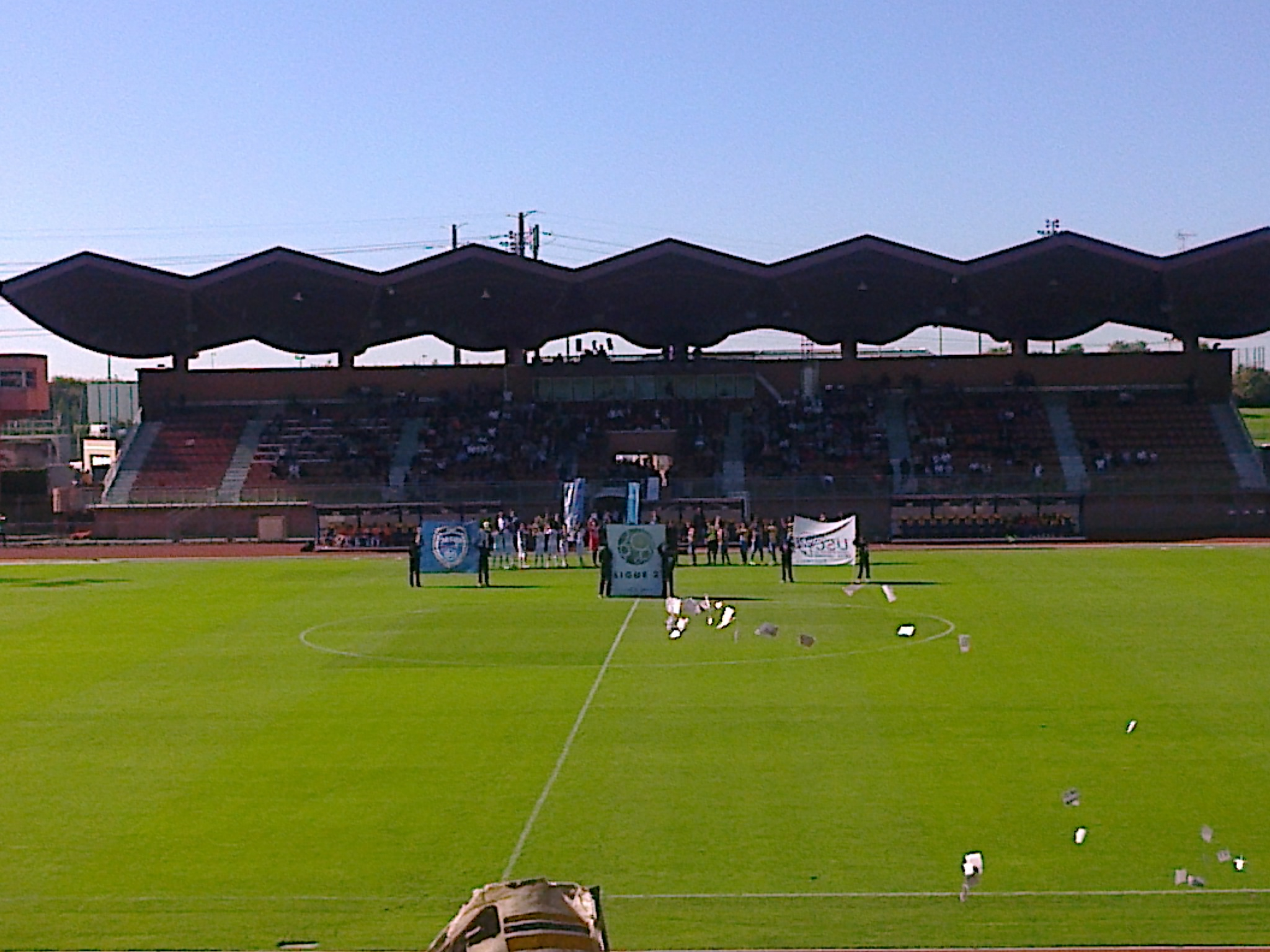
Match US Créteil - Troyes du 18 octobre 2014

### Saison 2014-2015
L'ESTAC a une domination absolue dans le championnat de Ligue 2. Installée très tôt sur le podium, dès la 2e journée, elle ne le quittera qu'une seule fois (après une défaite 2-1 contre l'AC Ajaccio lors de la 14e journée) pour ensuite ne jamais lâcher la première place du classement décochant au passage le titre honorifique de champion d'automne. Les bons résultats s'enchaîneront et tous les spécialistes loueront le beau jeu troyen. Au terme de la 34e journée et d'une victoire (2-1) sur le SCO Angers, le club validera son accession en Ligue 1. Il s'adjugera trois jours plus tard le premier titre de champion de Ligue 2 de son histoire face au Nîmes Olympique (35e journée, victoire 1-2 et des réalisations de Thiago Xavier et Stéphane Darbion). Cette remarquable saison sera récompensée aux Trophées UNFP: Jean-Marc Furlan y reçoit le trophée de meilleur entraineur de Ligue 2,Denis Petric celui de meilleur gardien, Jonathan Martins Pereira, Rincon, Lionel Carole et Benjamin Nivet figurent dans l'équipe-type. Le club aura eu les meilleures attaque et défense du championnat (61 buts marqués pour 24 encaissés) et sera champion avec 78 points (13 points d'avance sur son dauphin le Gazélec Ajaccio et 17 sur le 4e Dijon FCO). Le club termina par une dernière victoire face à La Berrichonne de Châteauroux (4-1) dans un Stade de l'Aube plein. À la fin du match, l'inusable capitaine Benjamin Nivet souleva le trophée de champion. Le titre de champion sera célébré au stade en présence de Cyril Hanouna, Michaël Youn et Pierre Ménès. Le trophée sera présenté devant l'Hôtel de Ville de Troyes en la présence du maire, François Baroin, devant des milliers de supporters qui fêteront le titre de champion toute la nuit. L'avenir semble radieux pour le club troyen, qui a eu de plus le temps de préparer sa montée en Ligue 1.
Cependant les supporters vont vite déchanter. Au mois de juin 2015, la DNCG refuse la montée au club aubois, le club présentant un trou de 5 millions d'euros dans ses comptes. À la suite des ventes de Corentin Jean et Lionel Carole, cette sanction est levée en appel. Néanmoins, cet épisode houleux va contrarier les plans du club aubois, notamment la préparation de sa saison. Le recrutement tarde à s'effectuer et le club passe à côté de bons joueurs. Il sera contraint d'avoir recours à de nombreux prêts de joueurs en fin de mercato pour compléter son effectif.

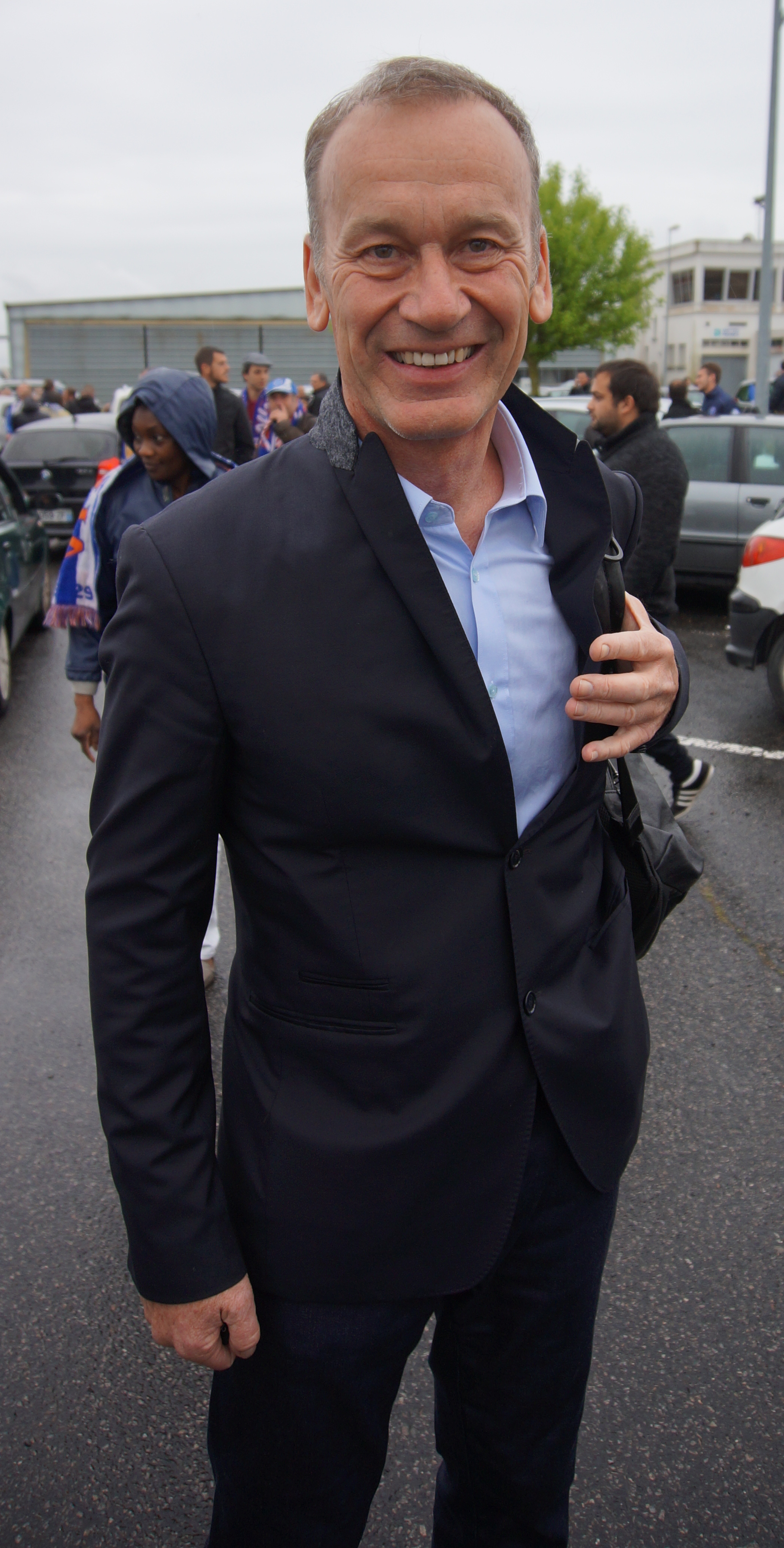
Jean-Marc Furlan quitte le club aubois après un début de saison cauchemardesque.

### Saison 2015-2016
Le club fera illusion lors des 2 premiers matchs en faisant 2 nuls contre le Gazélec Ajaccio (0-0) et l'OGC Nice (3-3) à domicile, avant de totalement sombrer en encaissant notamment une lourde défaite (6-0) au Stade Vélodrome devant l'Olympique de Marseille. Le club se retrouvera rapidement relégable. Au terme de la 11e journée, il sera "lanterne rouge" du championnat et aucune victoire n'aura encore été remportée. Le 3 novembre 2015, Nouredine Bouachera, chargé du recrutement depuis 2010, sera licencié. Jean-Marc Furlan et son président s'entendront pour mettre fin à leur collaboration le 3 décembre, au lendemain d'une défaite à domicile (0-3) face à Toulouse. Il sera remplacé par Claude Robin, directeur du centre de formation de l'époque, qui avait déjà assuré l'intérim en 2009 lors du limogeage de Ludovic Batelli. Lors de la 19e journée face à l'AS Monaco, le 19 décembre 2015 (0-0), le club deviendra la première équipe à ne pas remporter le moindre match lors d'une phase "aller" de championnat. Il parviendra néanmoins à remporter sa première victoire de la saison en Coupe de France début janvier, non sans mal, à l'extérieur face à l'USL Dunkerque (National). Le 23 janvier 2016, pour le compte de la 22e journée de Ligue 1, le club remportera sa première victoire en championnat de la saison (1-3) à l'extérieur contre le Lille OSC (après avoir été mené 1-0 à la mi-temps à la suite d'un pénalty de Sofiane Boufal, les Troyens inscrivent trois buts dans le dernier quart d'heure grâce à un doublé de Jimmy Cabot et une réalisation de Jessy Pi). Sentant néanmoins la relégation inéluctable, le club profitera du mercato hivernal pour se séparer de ses meilleurs joueurs afin de renflouer ses comptes. Denis Petrić, Thomas Ayasse et Jonathan Martins Pereira, grands artisans de la montée seront libérés et les jeunes Jimmy Cabot et Paul Bernardoni seront vendus. Par la suite, en dépit d'un meilleur bilan que son prédécesseur et d'un effectif réduit à la suite du mercato hivernal (3 victoires, 2 nuls et 4 défaites, toutes compétitions confondues), Claude Robin sera limogé au lendemain d'une défaite (4-0) à Guingamp (24e journée) et à la suite de différends tactiques avec son président. Le trio Michel Padovani, Mohamed Bradja et Olivier Tingry lui succèdera dans l'attente de la nomination d'un nouvel entraineur, mais aucun entraîneur ne venant, le trio finira péniblement la saison. Le 13 mars 2016, l'ESTAC s'inclinera (0-9) face au Paris Saint-Germain, record pour une défaite à domicile. Ce match sera la goutte d'eau qui fit déborder le vase, la fracture sera complète entre le club et ses supporters : le club troyen ayant notamment diffusé, en son propre stade et en fin de match, l'hymne du Paris Saint-Germain pour célébrer le titre du club parisien. Sans surprise, lors de la 32e journée de championnat, le club sera officiellement relégué en Ligue 2 à la suite de sa vingt-deuxième défaite de la saison, face au SCO Angers (0-1). L'ESTAC parviendra néanmoins à donner un peu plaisir à ses supporters en battant lors de la 34e journée le rival du Stade de Reims (2-1) à domicile (seule victoire de la saison à domicile), ce qui contribuera à la descente en Ligue 2 du club rémois. Le calvaire troyen se terminera par un match nul (1-1) à domicile face à l'Olympique de Marseille, portant son total de points obtenu à 18 unités. Le club évitera grâce à ce point obtenu d'entrer dans le livre des records en devenant la pire équipe de l'histoire de la Ligue 1.
Gary Allen, propriétaire du club de football Spartans FC de Portland (Oregon, États-Unis), qui possède notamment une Académie de développement forte de 2000 jeunes, souhaitera acheter un club de football français. Après s'être intéressé au club du Tours FC, l'homme d'affaires américain voudra désormais acquérir l'ESTAC. Dans ce cadre, il assistera au dernier match de la saison du club. Le 6 juin 2016, son intérêt pour le club sera révélé au grand public.
« Il présentera son projet le moment venu », souligne Daniel Masoni, qui sera accompagné du potentiel futur repreneur du club, le mercredi 8 juin 2016 à la Ligue de football professionnel, pour la première audition devant la DNCG. Le 9 juin 2016, les comptes sont validés. Sportivement, Gary Allen (qui est le frère de Mark Allen, le multiple champion du monde de triathlon), « ne vient pas pour faire de la figuration », insiste Daniel Masoni. « Il espère faire remonter le club en Ligue 1 et le stabiliser. Éric Descombes, ancien joueur professionnel (Montpellier et États-Unis) officiera au club en tant que « président délégué » ».
À la mi-octobre 2016, après avoir accordé plusieurs jours de délais supplémentaire à Gary Allen, le président Daniel Masoni referme le dossier alors que les fonds nécessaires au rachat du club n'ont pu être rassemblés. Quelques mois après l'échec de son achat du club troyen, Gary Allen prendra les rênes du club amateur du FC Mulhouse.

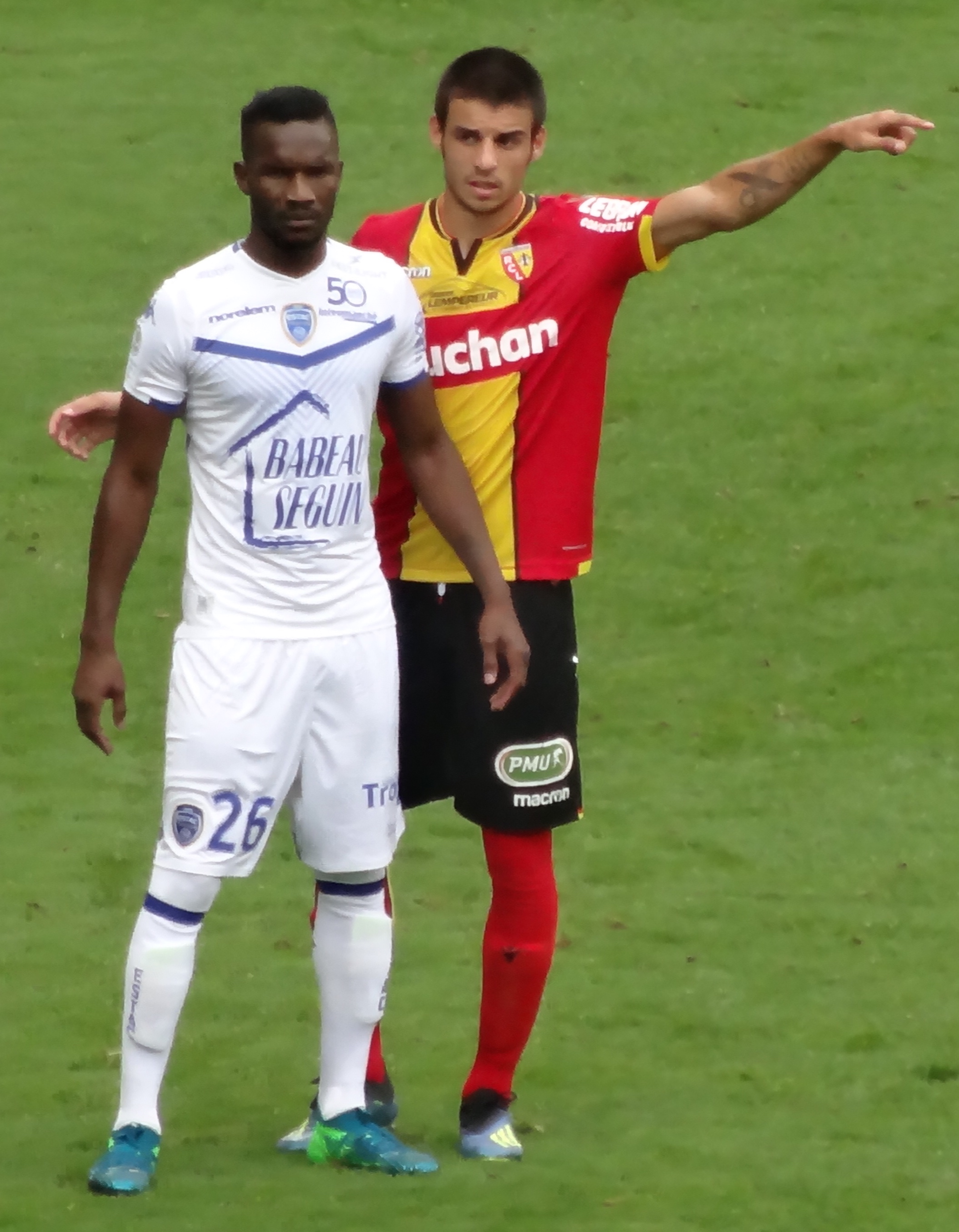
Adama Niane (ici en 2018) le meilleur buteur de Ligue 2 2016-2017.

Pendant que les négociations sur la vente du club s'effectuent, le président Daniel Masoni prépare néanmoins l'avenir et la saison 2016-2017. Il nomme Jean-Louis Garcia comme nouvel entraîneur de l'ESTAC le 5 mai 2016. Il sera présenté à la presse le 20 juin 2016. Cet entraîneur signe à Troyes afin de relancer sa carrière professionnelle après être redescendu jusqu'en CFA avec Grenoble. Il signe alors un contrat de trois saisons avec pour objectif, une remontée en Ligue 1 dans les trois ans. Dès sa première saison, sous l'impulsion de son nouvel entraîneur et d'un effectif largement renouvelé après le traumatisme vécu lors de la saison précédente, l'équipe troyenne termine à la 3e position du championnat de Ligue 2, malgré un début de saison perturbé par la venue finalement avortée de Gary Allen et deux défaites lors des deux premières journées. En effet, après une saison riche en suspens pendant laquelle le club a régulièrement été classé sur le podium, l'ESTAC parvient à conserver sa troisième position lors de la dernière journée après une victoire à Sochaux (2-3), alors que le club troyen était mené (2-0) à la mi-temps. Le prometteur ailier formé au club Samuel Grandsir donna la victoire à son équipe grâce à une magnifique reprise de volée à la 88e minute de jeu. Troyes aurait même pu monter directement en Ligue 1 grâce à une deuxième place qui lui tendait les bras. Cependant après avoir cru en l'accession directe pendant quelques minutes, un but de l'Amiens SC à la 96e minute de jeu chez le voisin et rival du Stade de Reims fit reculer le club aubois en 3e position et donc en position de barragiste.
Cette troisième place a ouvert au club troyen le droit de disputer un match de barrage contre le 18e de Ligue 1, le FC Lorient. Ce barrage fut remporté (2-1 ; 0-0) par Troyes, qui retrouva donc l'élite seulement un an après l'avoir quittée. Benjamin Nivet, capitaine et joueur emblématique du club, du haut de ses 40 ans, avait inscrit le but du 2-1 dans les arrêts de jeu du match aller des barrages. Son but s'est avéré décisif, car, avec le score de parité (0-0) au match retour, il permit à son club de remporter ce barrage d'accession. Un autre des principaux artisans de cette montée fut Adama Niane. En effet, l'attaquant malien, révélation de la saison, termina meilleur buteur du championnat de Ligue 2 avec 23 buts inscrits.

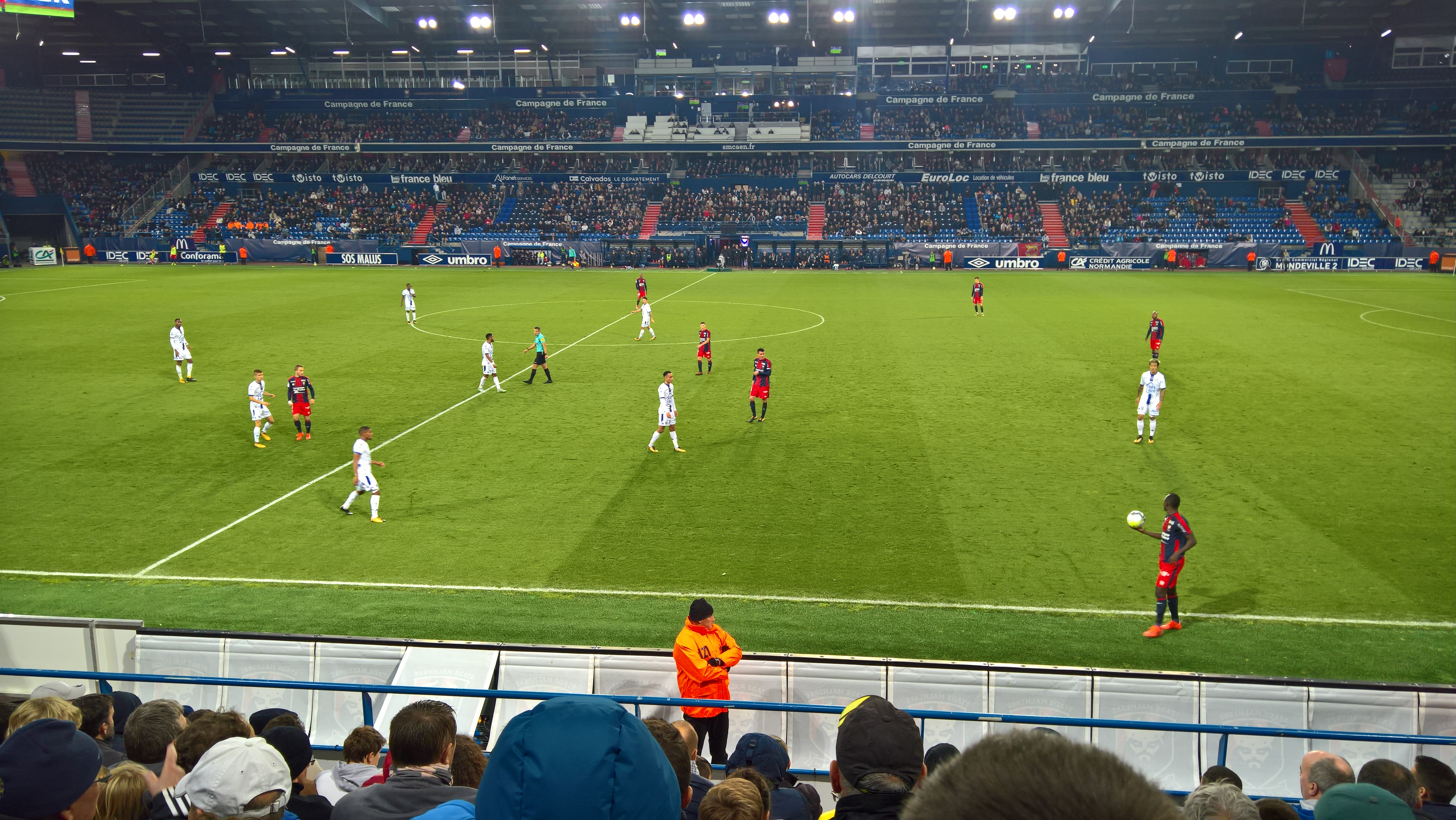
Match SM Caen - ES Troyes AC (oct. 2017).

La saison 2017-2018 disputée en Ligue 1, avec comme objectif le maintien, débute bien pour Troyes qui termine la première partie de saison à la 14e place avec 21 points. Cependant à la suite d'une blessure importante d'un de ses maîtres à jouer, en la personne de Tristan Dingomé,ainsi que celle d'autres joueurs importants et de nombreux événements, le club va connaître une seconde partie de saison bien plus compliquée. Avec seulement 12 points empochés lors de la seconde partie de saison, l'ESTAC termine 19e avec seulement 33 points, ayant néanmoins l'espoir d'accrocher le barrage jusqu'à la dernière journée. La défaite à domicile lors de l'ultime journée de championnat (0-3) contre l'AS Monaco a scellé le sort du club qui une nouvelle fois va retrouver la Ligue 2 une saison seulement après son accession dans l'élite. Un recrutement de joueurs trop minimaliste et une direction contestée lors de la seconde partie de saison sont notamment évoqués par les spécialistes et les supporters pour expliquer ce nouvel échec du club troyen dans l'élite du football français. À la suite de cette relégation, le président Daniel Masoni et Jean-Louis Garcia, l'entraîneur, décident le 22 mai 2018 de mettre fin à leur collaboration entamée deux années plus tôt. Cette même saison, les U19 du club ont remporté la prestigieuse Coupe Gambardella en battant le Tours FC 2-1 en finale au Stade de France.
Malgré une nouvelle rumeur circulant depuis quelque temps concernant une éventuelle vente du club (rapidement démentie par le président Masoni), celui-ci se mit à la recherche d'un nouvel entraîneur pour mener l'équipe lors de la saison 2018-2019 en Ligue 2. Le 30 mai 2018, nous apprenons que l'entraîneur portugais Rui Almeida sera chargé de cette mission. Parallèlement à cette nomination, l'emblématique capitaine du club, Benjamin Nivet, 41 ans, décide de poursuivre sa carrière après s'être entretenu avec le nouvel entraîneur. De nombreux jeunes ayant remporté la Coupe Gambardella rejoignent l'effectif professionnel afin de donner un souffle nouveau à l'équipe qui a pour ambition de remonter en Ligue 1 à l'échéance 2021. Cette intersaison débutera néanmoins par les ventes des meilleurs joueurs de la précédente saison comme Samuel Grandsir ou encore Christophe Hérelle. Ce mercato sera également marqué par les ventes de Tristan Dingomé et Suk Hyun-jun au rival historique du Stade de Reims. L'effectif ayant une nouvelle fois été largement remanié, les Aubois auront du mal en début de saison. En effet, la plupart des recrues majeures signeront fin août alors que quatre journées de championnat avaient déjà été jouées. Après six premiers matchs où les résultats ne seront pas au rendez-vous (1 victoire et 5 défaites), les Troyens se replaceront progressivement dans le milieu de tableau en obtenant des succès sans convaincre au niveau de jeu. Le mercato hivernal sera marqué par la signature du prometteur gardien Yehvann Diouf arrivant en fin de contrat au Stade de Reims. Malgré une ambition affichée par le club en début de saison de construire un projet basé sur les jeunes, le club troyen ne fera jouer que très peu de joueurs issus du centre de formation hormis Bryan Mbeumo, qui sera lui aussi courtisé lors de ce mercato. Finalement, il restera au club. La seconde partie de saison du club-phare aubois sera bien meilleure que la première. La défaite à domicile face au Paris FC (0-1) début février sera la seule sur cette phase retour. Les Troyens enchaîneront une incroyable série d'invincibilité après ce faux pas (avec notamment sept victoires consécutives en fin de championnat puis un nul pour clore la saison). Après une victoire (2-1) face à l'AS Nancy-Lorraine, entraînée par l'ancien de la maison Alain Perrin, lors de la 36e journée, ils assureront leur place de 3e du championnat donnant droit aux play-offs d'accession en Ligue 1 Conforama. La semaine suivante, malgré leur victoire (2-4) à l'extérieur face au Clermont Foot, ils ne pouvaient plus prétendre à l'accession directe après la victoire du second au classement, le Stade brestois de Jean-Marc Furlan. Le 15 mai 2019, l'emblématique capitaine de l'ESTAC Benjamin Nivet annonce qu'il raccrochera les crampons à la fin de cette saison . Il sera honoré lors de l'ultime journée face à l'AC Ajaccio (0-0). Le club troyen verra ses espoirs de montée en Ligue 1 s'effondrer dès son entrée dans les play-offs, à cause d'une défaite à domicile (1-2 après prolongations) contre le RC Lens, qui avait pourtant terminé la saison régulière à la 5e place. Malgré cette 3e place, le 9 juin 2019, l'ESTAC décidera de se séparer de son entraîneur Rui Almeida, seulement un an après son arrivée. Ce dernier est cédé par le club troyen au Stade Malherbe de Caen

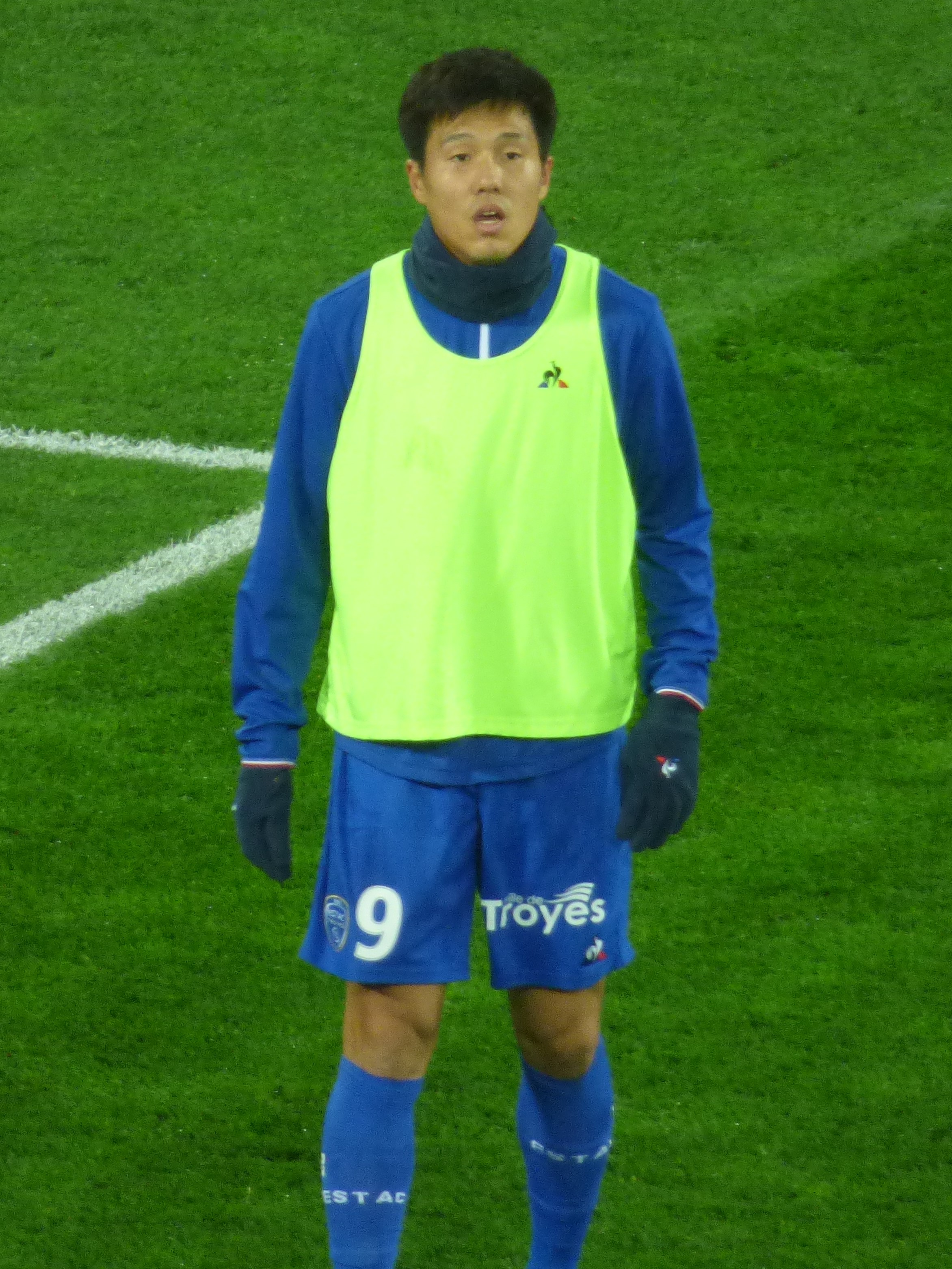
Suk Hyun-jun en février 2020 face au RC Lens pour son retour à Troyes.

Pour diriger l'équipe troyenne lors de la saison 2019-2020, c'est Laurent Batlles, ancien joueur reconnu en Ligue 1 devenu ensuite entraîneur de la réserve de l'AS Saint-Étienne qui a été choisi pour remplacer Rui Almeida. Ce dernier s'engage pour deux saisons plus une en option le 14 juin 2019 Une nouvelle fois l'effectif troyen fut largement remodelé à l'intersaison avec de nombreux mouvements sur le marché des transferts. Ce mercato sera marqué par le départ du très prometteur Bryan Mbeumo dans le club anglais de Brentford FC évoluant en Championship. L'équipe troyenne fut irrégulière lors de cette saison de Ligue 2 notamment à domicile. Capable d'aller gagner chez le futur champion le FC Lorient (0-1) elle a néanmoins perdu beaucoup de points contre des équipes plus abordables comme contre le promu du FC Chambly défaite (0-4) à domicile ou encore contre la lanterne rouge du championnat l'US Orléans défaite (1-2) également au Stade de l'Aube. Cependant Troyes termine a une belle 3e place à la mi-saison avec une avance de cinq points sur le 4e à la suite d'une victoire (2-1) contre l'AC Ajaccio lors de l'ultime match de la phase aller. Le club aubois était alors bien placé pour jouer la montée notamment grâce à son défenseur central Boubakar Kouyaté auteur de cinq buts et meilleur buteur du club. Pour pallier ses carences offensives et la blessure de son attaquant Yoann Touzghar, le club aubois est parvenu à faire revenir du Stade de Reims où il était en manque de temps de jeu le Sud-Coréen Suk Hyun-jun tout à la fin du mercato hivernal pour dynamiser son attaque. Néanmoins la seconde partie de saison débute très mal avec quatre défaites de suite notamment une (3-2) au Clermont Foot et une autre (1-0) à Lens chez des concurrents directs pour la montée. Le but lensois sera signé du joueur formé à l'ESTAC Corentin Jean. Troyes se reprendra en alignant ensuite une nouvelle série de quatre victoires de suite dont une très importante contre les voisins de l'AJ Auxerre (3-1) et un nul contre le Paris FC (1-1) et se classera 4e du championnat au moment de l'arrêt des compétitions à la suite de la pandémie de Covid-19. Cette 4e place est normalement synonyme de barrages pour monter en Ligue 1 mais au vu de la situation sanitaire, ce droit de participer à un barrage d'accession leur sera refusé au même titre que l'AC Ajaccio et le Clermont Foot

### L'ère City Football Group (2020-)

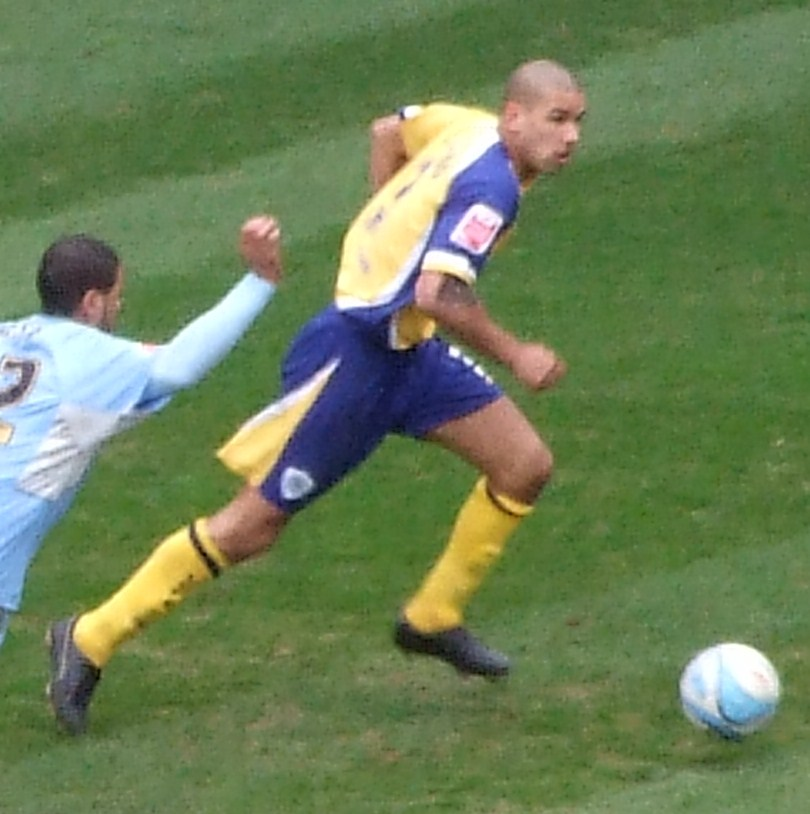
Alors entraineur du Melbourne City, Patrick Kisnorbo est nommé à la tête de l'équipe troyenne le 23 novembre 2022.

Le 3 septembre 2020, après plusieurs mois de tractations en coulisses, le City Football Group acquiert officiellement le club troyen et devient le nouvel actionnaire majoritaire de l'ESTAC après avoir racheté les actions détenues par l'ancien propriétaire, Daniel Masoni. L'homme d'affaires français, également président du Vannes OC, Maxime Ray rachète les parts des petits actionnaires du club et parvient à détenir 13 % du capital. Il occupe ainsi un siège au conseil d'administration. Le 28 janvier 2021, Filip Krastev arrive en prêt du Lommel SK, club également membre du City Football Group.
Le 8 mai 2021, après une victoire sur l'USL Dunkerque, l'ESTAC est champion de France de Ligue 2 pour la deuxième fois de son histoire et retrouve la Ligue 1.
Pour la saison 2021-2022, l'ESTAC recrute le champion du monde Adil Rami et finit sa saison 15e de ligue 1 avec 38 points, accédant au maintien pour la première fois depuis 16 ans. L'entraîneur, Bruno Irlès remplace Laurent Batlles à la mi-saison alors que l'équipe est éliminé en 32e de finale de la Coupe de France par AS Nancy Lorraine. Lors de cette saison, l'ESTAC tiendra tête contre de nombreuses grandes équipes comme le Paris SG (2-2) ou l'Olympique de Marseille (1-1).
Le 8 novembre 2022, moins d'un an après son arrivée, Bruno Irles est démis de ses fonctions. Le club, à l'issue de la 14e journée de la saison 2022-2023, pointe alors à la 13e place avec 12 points mais n'avait plus gagné depuis la mi-septembre. Claude Robin assure l'intérim jusqu'au 23 novembre 2022, jour où Patrick Kisnorbo est nommé à la tête de l'équipe troyenne. Depuis, l'ESTAC termine à la 19e place du championnat avec un retard important sur le premier non-relégable. Malgré tout, le président Aymeric Magne a fait savoir que l’avenir du club en Ligue 2 s’écrirait avec Patrick Kisnorbo.
Le 11 août 2023, à la suite d’une réunion du conseil d’administration, Aymeric Magne voit son contrat résilié avec effet immédiat,. Il est remplacé par le Néerlandais Mattijs Manders. Le 26 novembre 2023, Patrick Kisnorbo est demis de ses fonctions. Alou Diarra, alors entraîneur des U19 de l'ESTAC, assure l'intérim pour 2 matchs de championnat contre les Girondins de Bordeaux et Amiens, soldés chacun par une victoire. Le 6 décembre 2023, David Guion devient le cinquième entraîneur de l'ESTAC depuis le rachat par City, en comptant l'intérim de Claude Robin. Malgré ça, le club n'est pas parvenu à sortir de la relégation. Lors de la réception de Valenciennes durant la 36e journée, des fumigènes ont été jetés par les ultras sur le terrain puis renvoyés en direction de la tribune Champagne par plusieurs joueurs locaux, entraînant l'interruption de la rencontre, soldé sur une victoire sur tapis vert de Valenciennes. À l'issue du match suivant contre Laval, l’Estac est relégué en National. Cette deuxième descente consécutive écorne la réputation du City Group au sein des supporters troyens,,.
Cependant, la rétrogradation des Girondins de Bordeaux permet au club de rester, pour la saison 2024-2025, en ligue 2.

## Palmarès
| Compétitions nationales | Compétitions internationales                                                                     | Compétitions régionales                                                |
| --- | ------------------------------------------------------------------------------------------------ | ---------------------------------------------------------------------- |
| Championnats - Championnat de France - Meilleure performance : 7e en 2001 et 2002 - Championnat de France de Ligue 2 (2) - Champion en 2015 et 2021 - Championnat de France de Division 4 - Vainqueur de groupe en 1990 Coupes - Coupe de France - Meilleure performance : demi-finaliste en 2001 et 2013 - Coupe de la Ligue - Meilleure performance : demi-finaliste en 2014 | - Coupe Intertoto (1) - Vainqueur en 2001 - Coupe UEFA - Meilleure performance : 2e tour en 2002 | - Ligue du Nord-Est / Ligue de Champagne-Ardenne (1) - Champion : 1987 |

## Logos et maillots

Logo de l'ATAC.
Logo de 2000 à 2007.
Logo actuel.
Logo actuel avec effet 3D.

Le maillot domicile du club troyen est toujours de couleur bleue et celle du maillot extérieur est généralement de couleur blanche. En ce qui concerne le troisième maillot, le club fait souvent preuve d'une certaine originalité avec son équipementier.
De la saison 2015/2016 jusqu'à la fin de la saison 2018/2019, les maillots ont été fournis par l'équipementier italien Kappa.
Le 1er juin 2019, le club annonce que Le Coq sportif sera l'équipementier officiel du club pour les cinq années à venir. Ce partenariat va lier l'ESTAC à un équipementier originaire du département de l'Aube et plus précisément à Romilly-sur-Seine.

## Personnalités

### Présidents
Le tableau suivant présente la liste des présidents du club depuis 1986.
| #  | Nom                  | Période   |
| -- | -------------------- | --------- |
| 1  | Maurice Cacciaguerra | 1986-1990 |
| 2  | Michel Santier       | 1990-1993 |
| 3  | Angel Masoni         | 1993-1995 |
| 4  | Daniel Vacelet       | 1995-2004 |
| 5  | Thierry Gomez        | 2004-2009 |
| 6  | Daniel Masoni        | 2009-2020 |
| 7  | Simon Cliff          | 2020-2021 |
| 8  | Aymeric Magne        | 2021-2023 |
| 9  | Mattijs Manders      | 2023-2024 |
| 10 | Edwin Pindi          | 2024      |

### Entraîneurs
Le tableau suivant présente la liste des entraîneurs du club depuis 1986.
| #  | Nom                      | Période              |
| -- | ------------------------ | -------------------- |
| 1  | Bernard Deferrez         | juil. 1986-mars 1988 |
| 2  | Pierre Flamion           | avr. 1988-mai 1988   |
| 3  | Jean-Louis Coustillet    | juin 1988-mai 1992   |
| 4  | Patrick Aussems          | juin 1992-déc. 1992  |
| 5  | Pierre Flamion           | janv. 1993-mai 1993  |
| 6  | Alain Perrin             | juin 1993-mai 2002   |
| 7  | Jacky Bonnevay           | juin 2002-déc. 2002  |
| 8  | Serge Romano             | déc. 2002            |
| 9  | Faruk Hadžibegić         | déc. 2002-2004       |
| 10 | Jean-Marc Furlan         | 2004-2007            |
| 11 | Denis Troch              | 2007-2008            |
| 12 | Ludovic Batelli          | 2008-avr. 2009       |
| 13 | Claude Robin (intérim)   | avr. 2009-mai 2009   |
| 14 | Patrick Remy             | juin 2009-juin 2010  |
| 15 | Jean-Marc Furlan         | juin 2010-déc. 2015  |
| 16 | Claude Robin             | déc. 2015-fév. 2016  |
| 17 | Mohamed Bradja (intérim) | fév. 2016-mai 2016   |
| 18 | Jean-Louis Garcia        | mai 2016-mai 2018    |
| 19 | Rui Almeida              | mai 2018-juin 2019   |
| 20 | Laurent Batlles          | juin 2019-déc. 2021  |
| 21 | Bruno Irlès              | jan 2022-nov. 2022   |
| 22 | Claude Robin (intérim)   | nov 2022             |
| 23 | Patrick Kisnorbo         | nov. 2022-nov. 2023  |
| 24 | Alou Diarra (intérim)    | nov. 2023-déc. 2023  |
| 25 | David Guion              | déc. 2023-août. 2024 |
| 26 | Stéphane Dumont          | 2024-                |

### Joueurs
| Rang | Nom            | Buts | Matchs |
| ---- | -------------- | ---- | ------ |
| 1    | Benjamin Nivet | 85   | 433    |
| 2    | Slađan Đukić   | 55   | 165    |
| 3    | Nicolas Goussé | 43   | 121    |

### Effectif professionnel actuel
Le premier tableau liste l'effectif professionnel de l'ESTAC pour la saison 2025-2026. Le second recense les prêts effectués par le club lors de cette même saison.
En grisé, les sélections de joueurs internationaux chez les jeunes mais n'ayant jamais été appelés aux échelons supérieurs une fois l'âge-limite dépassé ou les joueurs ayant pris leur retraite internationale.

## Structures du club

### Stades

Le Stade de l'Aube.

Le Stade de l'Aube est construit en 1924 par l'industriel Marcel Vitoux sur un site appelé « Le Labourat ». Il est rénové une première fois en 1956 puis la ville l'acquiert en 1961. Une piste d'athlétisme de 400 mètres est alors ajoutée. En 1967, la tribune d'honneur est construite avec des aménagements ad-hoc : vestiaires, infirmerie, bureaux et salles de réception.
D'importants travaux sont entrepris en 1998 : construction de la tribune Sud (2 800 places) et rénovation de la tribune Est (6 600 places). Enfin, la tribune Nord est achevée en 1999 portant ainsi la capacité totale du stade à 18 000 places. Les derniers travaux sont effectués en 2004 avec la rénovation de la tribune d'honneur et de deux virages qui ferment le stade. L'inauguration se déroule le 8 octobre 2004 avec un match entre l'équipe de France espoirs et l'Irlande. Le stade peut alors accueillir 20 420 spectateurs. Il appartient à Troyes Champagne Métropole depuis 2003.
Son affluence record est réalisée le 18 mai 2012 où 20 347 spectateurs assistent à la rencontre de Ligue 2, opposant l'ESTAC à Amiens (2-0), à l'occasion de la montée du club en Ligue 1.
En juin 2013, le Stade de l'Aube est le premier stade à adopter la technologie de pelouse hybride AirFibr, développée par la société française Natural Grass. Depuis la mise en place et l'utilisation de cet équipement, la pelouse du Stade de l'Aube est souvent prise pour exemple pour sa qualité. Elle est régulièrement bien classée au classement des pelouses, que ce soit en Ligue 1 ou en Ligue 2.

### Centre de formation
Le centre de formation de l'ESTAC a été inauguré le 28 septembre 2002 en présence d'Aimé Jacquet. Dans la seconde partie des années 2000, des joueurs comme Blaise Matuidi, international français et Damien Perquis, né à Troyes et ancien international polonais, figurent parmi les joueurs les plus connus qui ont été formés à Troyes. Plus récemment, le latéral Djibril Sidibé, natif de Troyes lui aussi, est devenu international français. Quelques années plus tard, le gardien de but Paul Bernardoni a joué un match de Ligue 2 puis quelques matchs en Ligue 1 avec le club, avant de partir en janvier 2016 aux Girondins de Bordeaux. Il est actuellement titulaire en Equipe de France espoirs de football. Durant l'été 2019, l'ESTAC a vendu un jeune promis également à un bel avenir au club anglais de Brentford FC en la personne de Bryan Mbeumo, double buteur en finale de la Coupe Gambardella remportée en 2018 et auteur de 10 buts en Ligue 2 la saison précédente.
Blaise Matuidi et Djibril Sidibé ont d'ailleurs été présents dans la liste du sélectionneur français Didier Deschamps pour la Coupe du Monde 2018. Ils deviendront par la suite champions du monde et viendront célébrer cet événement à Troyes le 9 août 2018.

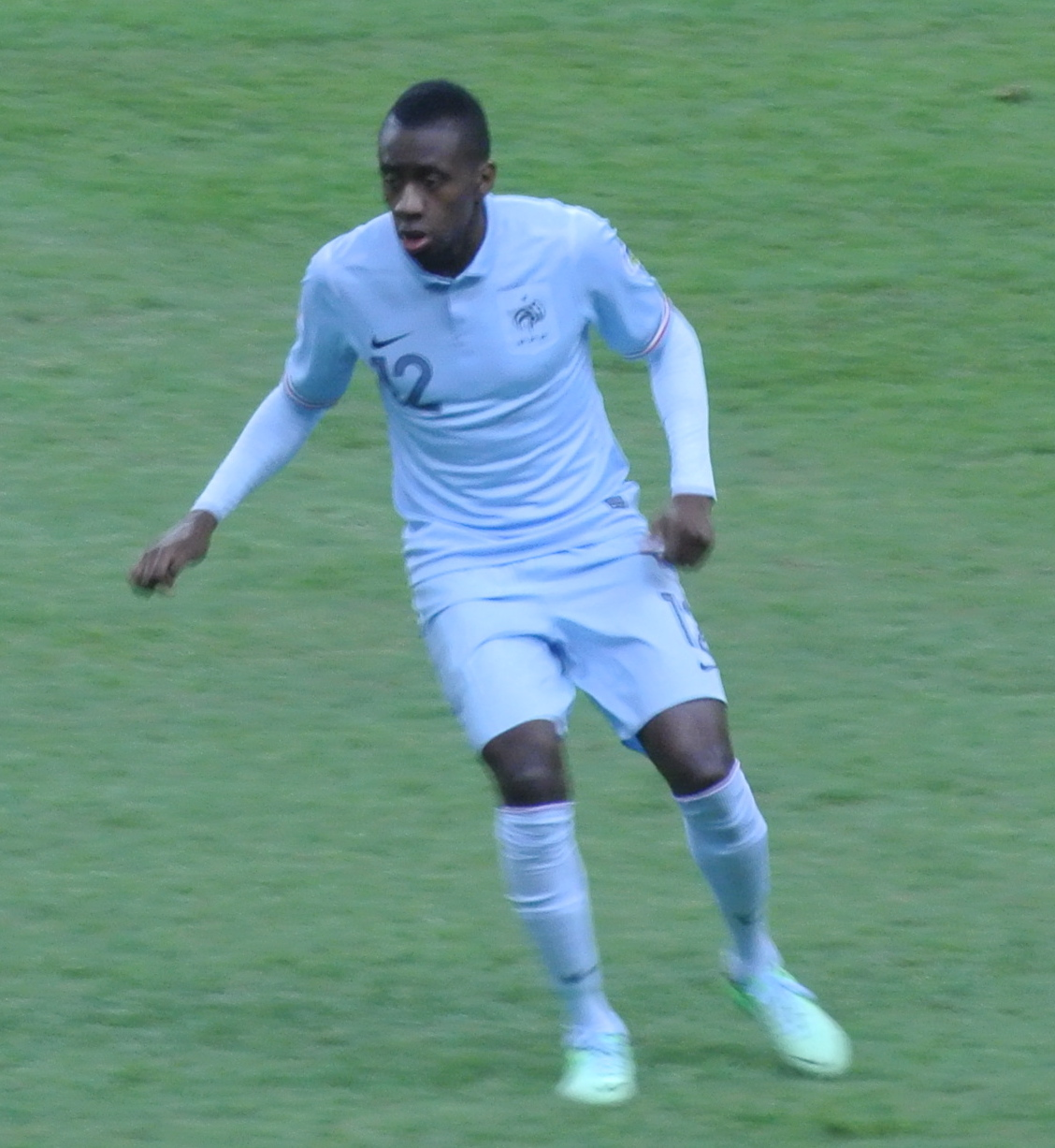
Blaise Matuidi en équipe de France le 22 mars 2013 face à la Géorgie.

En 2010, Blaise Matuidi est le premier joueur du centre de formation de l'ESTAC à porter le maillot de l'équipe de France. L'ESTAC va par ailleurs connaître sa première année en tant que centre de catégorie 1A dès la saison 2011-2012.
En 2011, les jeunes U19 réussissent un superbe parcours en Coupe Gambardella seulement éliminés en demi-finale, à Mérignac, par Saint-Étienne après avoir battu notamment Sochaux et Montpellier lors des tours précédents.
L'année suivante, en 2012, ils sont défaits en quart de finale au Stade du Ray (4-1) par l'OGC Nice.
En 2018, les jeunes troyens menés par leur entraîneur Carlos Lopez remportent la Coupe Gambardella en battant le Tours FC (2-1) en finale au Stade de France grâce à un double du prometteur Bryan Mbeumo. Auparavant ils avaient battu l'ASL Robertsau Strasbourg, l'AS Nancy-Lorraine, l'ASPTT Dijon, le Stade rennais, l'US Concarneau et le Stade brestois.

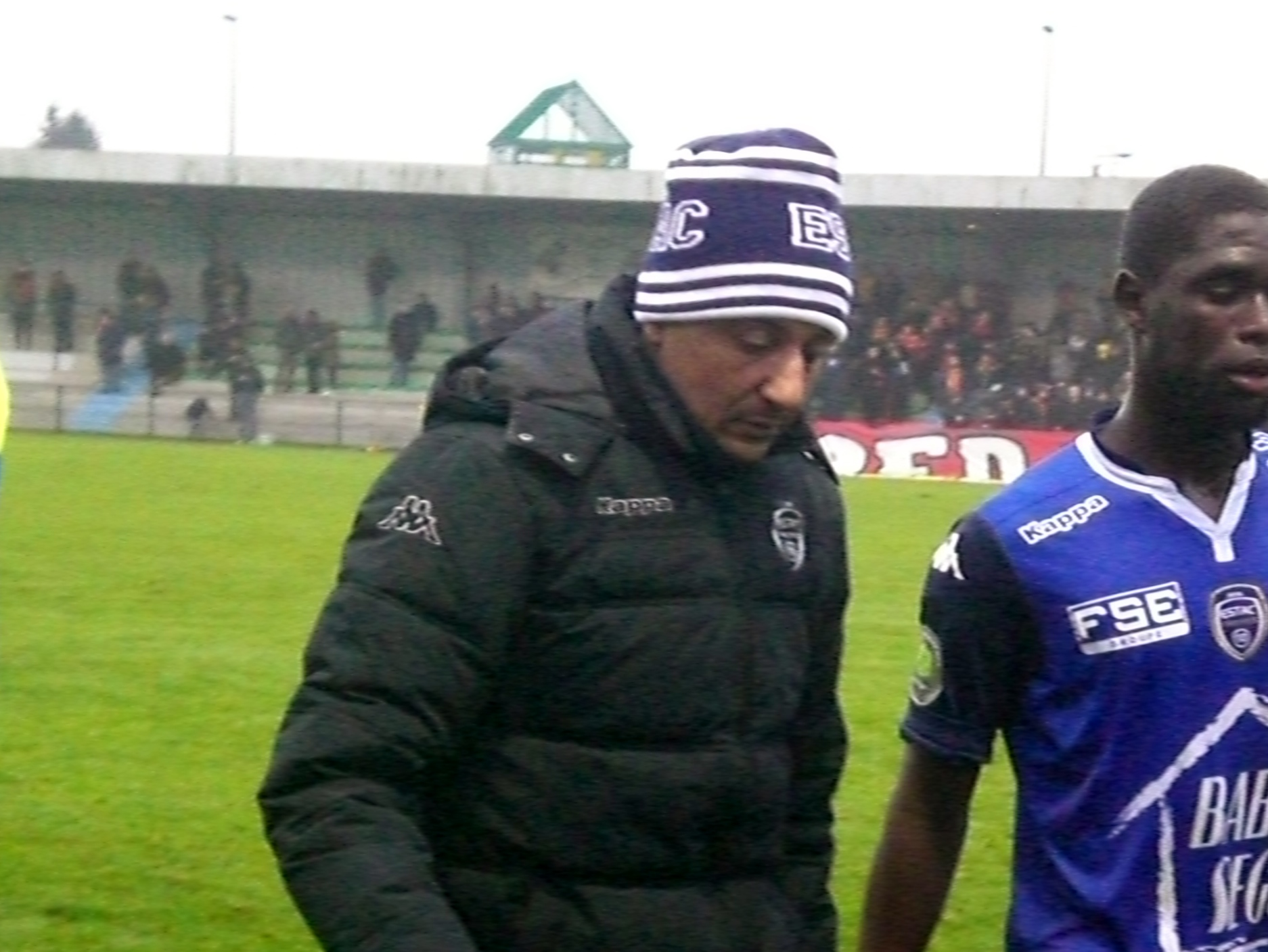
Gharib Amzine lors du match Lens B / Troyes B le 13/02/2016.

La plupart des jeunes issus de ce centre évoluent avec l'équipe réserve en National 3 et les plus talentueux intègrent rapidement l'équipe première. Le club compte énormément sur ses jeunes. Ainsi, au fur et à mesure, de nombreux jeunes viennent se greffer au groupe professionnel, tels que Fabrice N'Sakala, Corentin Jean, Jimmy Cabot, Yehvann Diouf, Jérémy Cordoval, Aloïs Confais, Samuel Grandsir, Bryan Mbeumo, Warren Tchimbembé ou encore Paul Bernardoni, qui évoluent désormais sous d'autres maillots. Aujourd'hui, parmi l'effectif professionnel du club, plusieurs joueurs sont issus de ce centre de formation. Il s'agit de Stone Mambo, Benrandy Abdallah, Calvin Bombo et Brandon Domingues.
La réserve, composée en grande majorité par des jeunes du club et de joueurs professionnels en manque de temps de jeu ou de retour de blessure, évolue en National 3. Elle est entraînée depuis mai 2015 par un ancien joueur professionnel du club troyen en la personne de Gharib Amzine.

## Aspects juridiques et économiques
Le tableau ci-dessous résume les différents budgets prévisionnels du club troyen saison après saison.
| Saison | 2008-2009 | 2009-2010 | 2010-2011 | 2011-2012 | 2012-2013 | 2013-2014 | 2014-2015 | 2015-2016 | 2016-2017 |
| Budget | 14 M€     | 7,5 M€    | 8 M€      | 8,5 M€    | 19 M€     | 12 M€     | 13 M€     | 21 M€     | 13 M€     |
| Saison | 2017-2018 | 2018-2019 | 2019-2020 | 2020-2021 | 2021-2022 | 2022-2023 | 2023-2024 | 2024-2025 |           |
| Budget | 24 M€     | 13 M€     | 13 M€     | 13 M€     | 30 M€     | 45 M€     | 22 M€     | 14 M€     |           |

## Section féminine
Le club compte une section féminine évoluant en Division d'Honneur.
Sacrées championnes de DH de Champagne Ardenne en 1993, 1998, 1999 et 2002.
Après un titre de championnes de DH de Champagne Ardenne en 2009, elles sont promues en D3 féminine et participent donc au championnat de France féminine de D3 2009-2010 terminant à la 10e et dernière place qui signifie relégation en division d'honneur.
Elles seront de nouveau championnes de DH en 2011, 2012, 2013, 2016, 2017 et 2018. Les Auboises échouent toujours lors des barrages d'accession pour évoluer à l'échelon supérieur en Division 2 depuis des années.